# San Lorenzo Almecatla
San Lorenzo Almecatla es una localidad ubicada dentro del municipio de Cuautlancingo, en el estado de Puebla, México. Es célebre por haber sido sede de la Batalla de San Lorenzo el 5 de mayo de 1863, una confrontación entre el ejército francés y el Ejército del Centro, durante la segunda Intervención Francesa en México.
De acuerdo con datos del Instituto Nacional de Estadística y Geografía en 2010, San Lorenzo Almecatla cuenta con una población de 669 habitantes (333 hombres y 363 mujeres). Su grado de marginación es considerado "bajo" y su grado de rezago social como "muy bajo".